# Frank Spellman
Frank Isaac Spellman (ur. 22 września 1922 w Paoli, zm. 12 stycznia 2017 w Gulf Breeze) – amerykański sztangista. Złoty  medalista olimpijski z Londynu (1948).
Zawody w 1948 były jego jedynymi igrzyskami olimpijskimi. Złoty medal wywalczył w wadze do 75 kilogramów. Zdobył dwa medale mistrzostw świata w tej wadze, brąz w 1946 i srebro rok później.